# U-Bahnhof Bernauer Straße

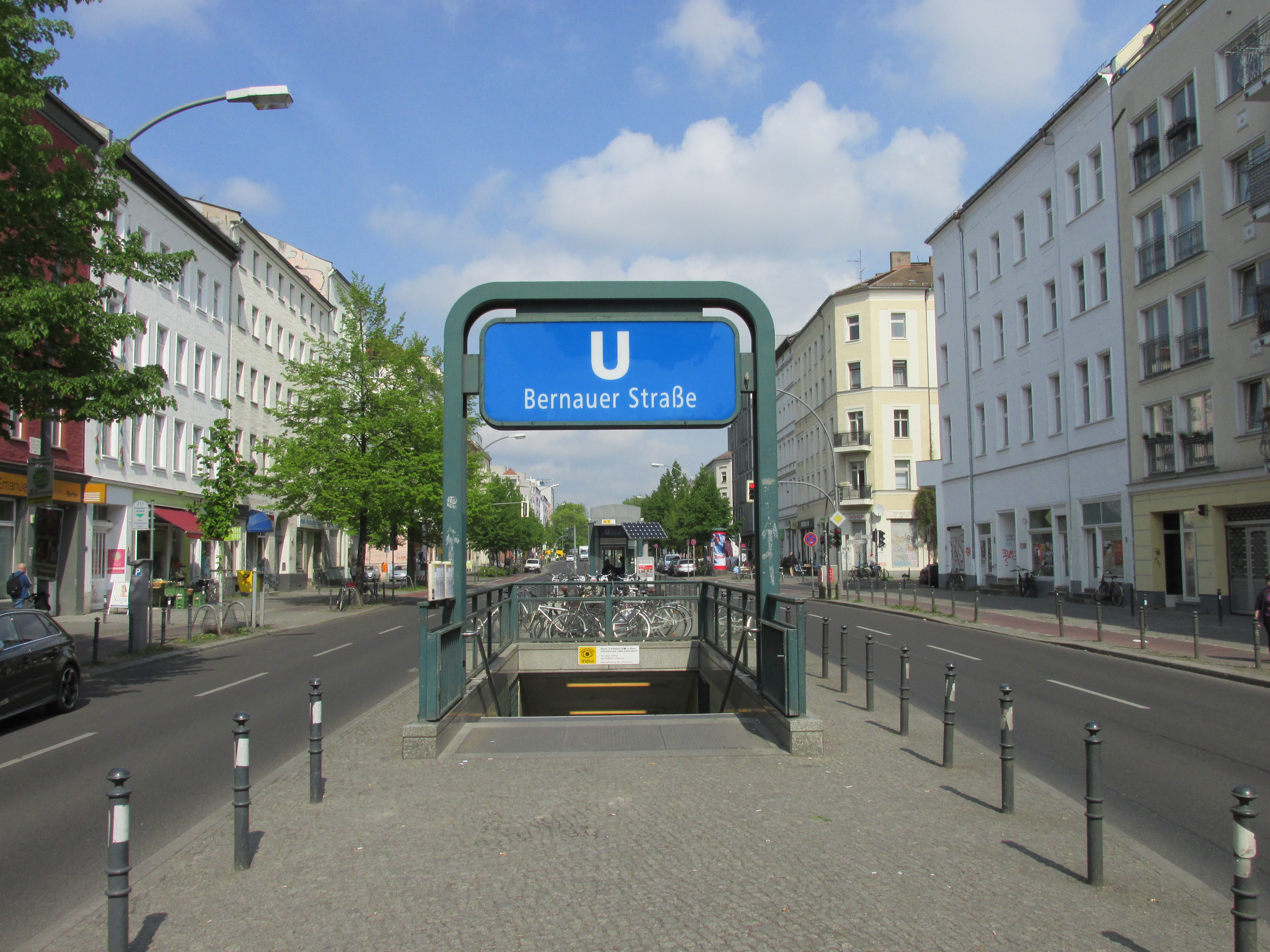
Bahnhofseingang in der Brunnenstraße

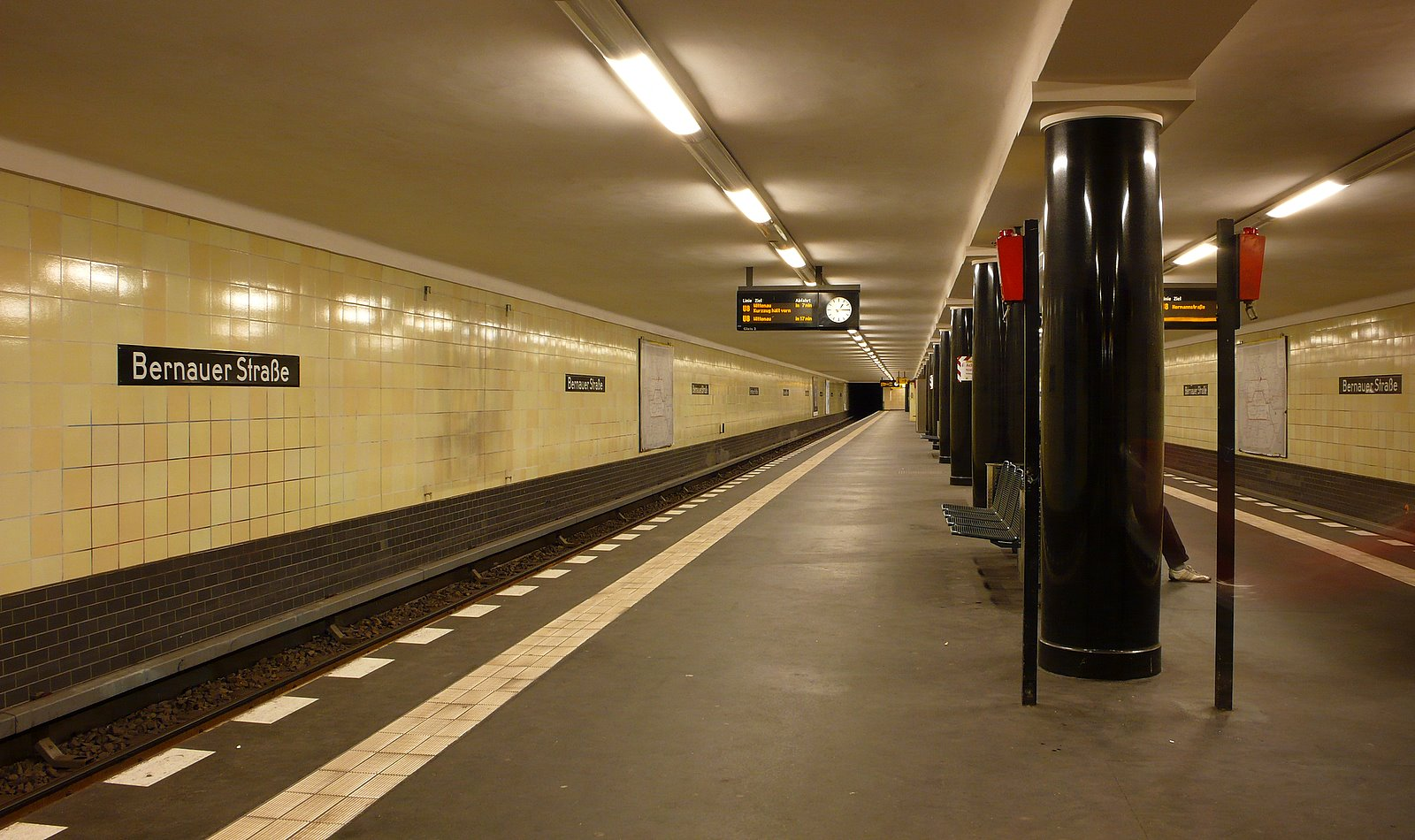
Bahnsteig

Der U-Bahnhof Bernauer Straße ist ein Bahnhof der Linie U8 der Berliner U-Bahn im Ortsteil Mitte. Er wurde am 18. April 1930 eröffnet und trägt im Bahnhofsverzeichnis der Berliner Verkehrsbetriebe (BVG) die Bezeichnung B. Der Bahnhof besitzt einen Aufzug und ist daher barrierefrei.
Die Station ist mit einem acht Meter breiten und 130 Metern langen Mittelbahnsteig ausgestattet und befindet sich etwa vier bis fünf Meter unter der Brunnenstraße (südlich der Kreuzung mit der Bernauer Straße). Die Ausgänge führen direkt auf die Straße, es gibt keine Zwischenebene. Nördlich des U-Bahnhofs besteht eine Umsteigemöglichkeit zur Metrotram M10.
Zu Zeiten der Berliner Mauer war der Zugang zu dieser Station geschlossen („Geisterbahnhof“).

## Geschichte
Bereits 1907 legte die AEG dem Berliner Magistrat Pläne zum Bau einer Hoch- und Untergrundbahn durch die Brunnenstraße vor. Nach langwierigen Verhandlungen einigte man sich 1912 auf den Bau der Linie, der noch im selben Jahr in Angriff genommen wurde. Neben der Untertunnelung der Spree begann die von der AEG gründete AEG-Schnellbahn-AG mit dem Bau der ersten Streckenabschnitte entlang der Brunnenstraße sowie der beiden Stationen Bernauer Straße und Voltastraße. Nach Fertigstellung des Rohbaus im Jahr 1914 wurde der Architekt Peter Behrens mit der Gestaltung der beiden Stationen beauftragt. Behrens war zu dem Zeitpunkt als künstlerischer Beirat bei der AEG tätig und entwarf die beiden fast identischen Bahnhöfe mit einem Mittelbahnsteig in einfacher Tieflage, also direkt unterhalb der Straßendecke. Gestützt werden sollte diese von einer Reihe schwarzer Marmorsäulen. Für die Wandverkleidung sah er quadratische Keramikfliesen vor. Der Erste Weltkrieg verhinderte jedoch die Weiterführung des Bauvorhabens.
Erst Ende der 1920er Jahre kam es dann zu einer Umsetzung des Projektes. Als Hausarchitekt der Hochbahngesellschaft, die 1929 in der BVG aufging, komplettierte Alfred Grenander die Anlage, sodass am 18. April 1930 die Eröffnung stattfinden konnte.

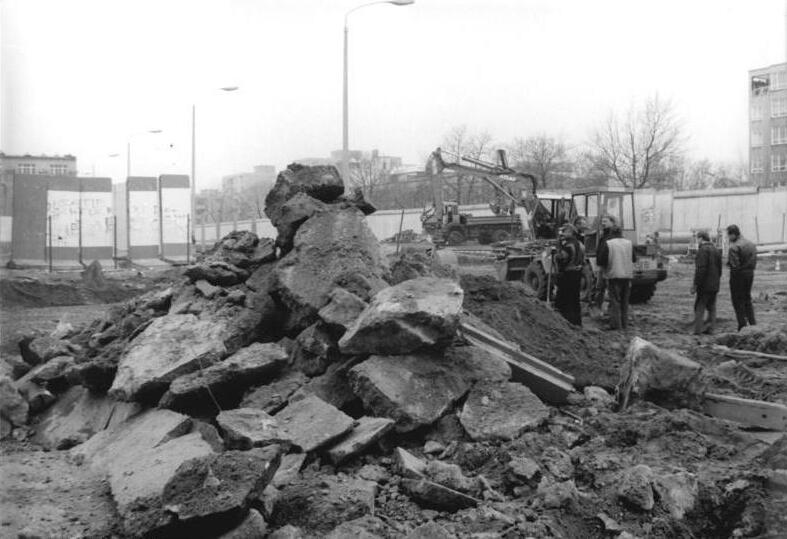
Öffnung des U-Bahnhofs nach der politischen Wende, 1990

Nach dem Zweiten Weltkrieg befand sich der U-Bahnhof unmittelbar südlich der Grenze zwischen dem Sowjetischen und dem Französischen Sektor. Infolgedessen kam es durch den Mauerbau am 13. August 1961 zur Schließung des Bahnhofs, der damit wie fünf weitere Stationen entlang der Linie zu einem „Geisterbahnhof“ wurde, an dem die West-Berliner Züge durchfuhren. Eine Öffnung kam erst mit der politischen Wende zustande. Am 12. April 1990 wurde zunächst nur der nördliche Zugang aus Richtung West-Berlin wieder geöffnet, denn anders als bei den U-Bahnhöfen Jannowitzbrücke und Rosenthaler Platz konnte in den Räumen der Station keine Grenzübergangsstelle eingerichtet werden. Der Zutritt auf der Ost-Berliner Seite wurde wenige Wochen später mit der Währungsunion der beiden deutschen Staaten am 1. Juli 1990 ermöglicht. Einige Zeit später wurde die Station renoviert, wobei sie erneut längere Zeit geschlossen blieb.
Der Aufzug befindet sich am Südende im Bereich der Kreuzung der Brunnenstraße mit der Rheinsberger Straße.

## Anbindung
| Linie | Verlauf |
| ----- | --- |
|       | Wittenau (Wilhelmsruher Damm) – Rathaus Reinickendorf – Karl-Bonhoeffer-Nervenklinik – Lindauer Allee – Paracelsus-Bad – Residenzstraße – Franz-Neumann-Platz (Am Schäfersee) – Osloer Straße – Pankstraße – Gesundbrunnen – Voltastraße – Bernauer Straße – Rosenthaler Platz – Weinmeisterstraße – Alexanderplatz – Jannowitzbrücke – Heinrich-Heine-Straße – Moritzplatz – Kottbusser Tor – Schönleinstraße – Hermannplatz – Boddinstraße – Leinestraße – Hermannstraße |

Am U-Bahnhof bestehen Umsteigemöglichkeiten von der Linie U8 zur Straßenbahnlinie M10 sowie zur Omnibuslinie 247 der BVG.